# Vilhovatîi, Rahău
Vilhovatîi (în ucraineană Вільховатий) este un sat în comuna Kostîlivka din raionul Rahău, regiunea Transcarpatia, Ucraina.

## Demografie
Componența lingvistică a localității Vilhovatîi
     Ucraineană (99,64%)
     Alte limbi (0,18%)
Conform recensământului din 2001, majoritatea populației localității Vilhovatîi era vorbitoare de ucraineană (99,64%), existând în minoritate și vorbitori de alte limbi.